# 莱萨尔和勒谢讷
莱萨尔和勒谢讷（法語：Lessard-et-le-Chêne，法語發音：[lɛsaʁ e lə ʃɛn] ⓘ）是法国卡尔瓦多斯省的一个市镇，属于利雪区。该市镇于1806年之前由原市镇莱萨尔（Lessard）和欧日地区勒谢讷（Le Chêne-en-Auge）合并而成。

## 地理
莱萨尔和勒谢讷（49°4'26"N, 0°7'8"E）面积10.09 平方千米，位于法国诺曼底大区卡爾瓦多斯省，该省份为法国西北部沿海省份，北濒大西洋英吉利海峡，东北与滨海塞纳省以海上边界相接，东临厄尔省，南至奧恩省，西与芒什省接壤。
与莱萨尔和勒谢讷接壤的市镇（或旧市镇、城区）包括：勒梅尼勒厄德、勒梅尼勒西蒙、圣日耳曼德利韦、利瓦罗派多日、梅济东瓦莱多日。

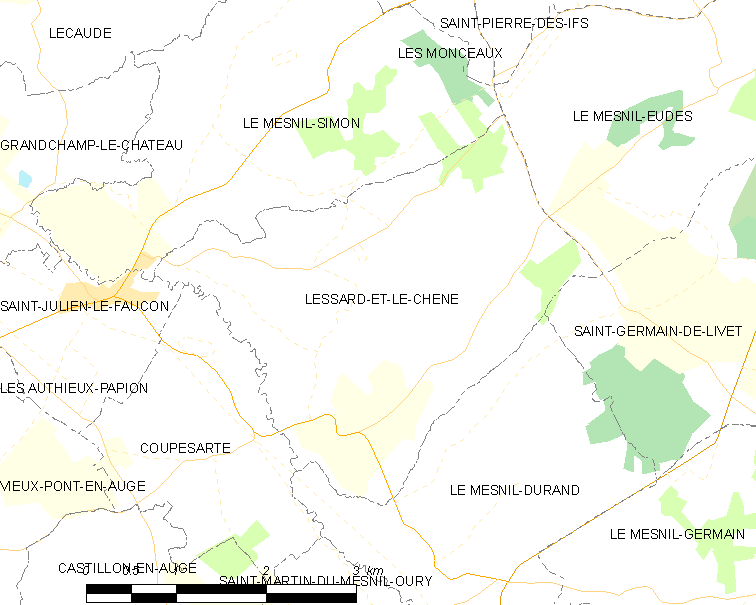
莱萨尔和勒谢讷的OSM定位图

莱萨尔和勒谢讷的时区为UTC+01:00、UTC+02:00（夏令时）。

## 行政
莱萨尔和勒谢讷的邮政编码为14140，INSEE市镇编码为14362。

## 政治
莱萨尔和勒谢讷所属的省级选区为梅济东瓦莱多日县。

## 人口

1962-2008年间莱萨尔和勒谢讷人口变化图示

莱萨尔和勒谢讷于2022年1月1日时的人口数量为155人。